# Coppa Korać 1987-1988
La Coppa Korać 1987-1988 di pallacanestro maschile venne vinta dal Real Madrid.

## Risultati

### Turno preliminare
| Team #1                    | Agg.      | Team #2              | Andata | Ritorno |
| -------------------------- | --------- | -------------------- | ------ | ------- |
| Varese                     | 229 - 150 | T71 Dudelange        | 115-61 | 114-89  |
| Maccabi Etterbeek          | 188 - 191 | Racing Club Parigi   | 90-102 | 98-89   |
| Inter Slovnaft Bratislava  | 271 - 112 | Olympia Nicosia      | 153-58 | 118-54  |
| Academic Varna             | 145 - 156 | Beşiktaş             | 86-75  | 59-81   |
| Achilleas                  | 90 - 217  | Maccabi Haifa        | 49-96  | 41-121  |
| BBC Nyon                   | 158 - 163 | CEP Charleroi        | 69-93  | 89-70   |
| DTV Charlottenburg Berlino | 218 - 159 | Vevey                | 104-60 | 114-99  |
| Olympique d'Antibes        | 194 - 152 | SMB Losanna          | 103-77 | 91-75   |
| Castors Braine             | 209 - 155 | Illiabum Club Ìlhavo | 112-76 | 97-79   |
| Mattersburg                | 163 - 225 | Nová huť Ostrava     | 88-100 | 75-125  |
| Īraklīs Salonicco          | 181 - 148 | Spartak Pleven       | 101-65 | 80-83   |
| Hapoel Haifa               | 159 - 138 | Panathinaikos Atene  | 77-69  | 62-69   |
| Elitzur Netanya            | 193 - 163 | Šibenka              | 91-76  | 102-87  |
| MTV Gießen                 | 181 - 217 | AS Monaco            | 87-101 | 94-116  |
| Manchester United          | 145 - 142 | Panionios Atene      | 77-66  | 68-76   |
| Honvéd                     | 142 - 205 | Jugoplastika Spalato | 78-102 | 64-103  |
| KTP Kotka                  | 181 - 176 | 1. FC Bamberg        | 109-79 | 72-97   |

### Primo turno
| Team #1                    | Agg.      | Team #2               | Andata  | Ritorno |
| -------------------------- | --------- | --------------------- | ------- | ------- |
| Varese                     | 181 - 194 | Racing Club Parigi    | 98-98   | 83-96   |
| Inter Slovnaft Bratislava  | 163 - 210 | Hapoel Tel Aviv       | 86-111  | 77-99   |
| Stella Rossa Belgrado      | 218 - 155 | Beşiktaş              | 104-80  | 114-75  |
| Maccabi Haifa              | 178 - 182 | ASVEL Basket Lyon     | 103-89  | 75-93   |
| Real Madrid                | 182 - 135 | CEP Charleroi         | 98-74   | 84-61   |
| DTV Charlottenburg Berlino | 153 - 163 | CAI Saragozza         | 88-64   | 65-99   |
| Olympique d'Antibes        | 189 - 209 | PAOK Salonicco        | 82-98   | 107-111 |
| Cantù                      | 194 - 186 | Castors Braine        | 117-93  | 77-93   |
| Nová huť Ostrava           | 144 - 199 | Dietor Virtus Bologna | 63-89   | 81-110  |
| Īraklīs Salonicco          | 167 - 199 | Estudiantes Madrid    | 100-98  | 67-101  |
| Hapoel Haifa               | 167 - 189 | Snaideo Juvecaserta   | 91-103  | 76-86   |
| Elitzur Netanya            | 149 - 135 | Ostenda               | 77-66   | 72-69   |
| Efes Pilsen                | 123 - 126 | AS Monaco             | 69-67   | 54-59   |
| Manchester United          | 181 - 177 | TDK Manresa           | 94-80   | 84-97   |
| Jugoplastika Spalato       | 214 - 156 | Beslenspor            | 114-73  | 110-83  |
| Cibona Zagabria            | 265 - 211 | KTP Kotka             | 138-110 | 127-101 |

### Quarti di finale

#### Gruppo A
|    | Squadra               | G | V | P | PF  | PS  | Dif | P.ti |
| -- | --------------------- | - | - | - | --- | --- | --- | ---- |
| 1. | Real Madrid           | 6 | 5 | 1 | 527 | 474 | +53 | 11   |
| 2. | Dietor Virtus Bologna | 6 | 4 | 2 | 515 | 492 | +23 | 10   |
| 3. | Elitzur Netanya       | 6 | 2 | 4 | 511 | 517 | -6  | 8    |
| 4. | AS Monaco             | 6 | 1 | 5 | 502 | 572 | -70 | 7    |

#### Gruppo B
|    | Squadra             | G | V | P | PF  | PS  | Dif | P.ti |
| -- | ------------------- | - | - | - | --- | --- | --- | ---- |
| 1. | Cibona Zagabria     | 6 | 6 | 0 | 595 | 524 | +71 | 12   |
| 2. | Racing Club Parigi  | 6 | 3 | 3 | 528 | 533 | -5  | 9    |
| 3. | Manchester United   | 6 | 2 | 4 | 581 | 623 | -42 | 8    |
| 4. | Snaideo Juvecaserta | 6 | 1 | 5 | 614 | 638 | -24 | 7    |

#### Gruppo C
|    | Squadra               | G | V | P | PF  | PS  | Dif | P.ti |
| -- | --------------------- | - | - | - | --- | --- | --- | ---- |
| 1. | Stella Rossa Belgrado | 6 | 5 | 1 | 582 | 517 | +65 | 11   |
| 2. | ASVEL Basket Lyon     | 6 | 4 | 2 | 548 | 508 | +40 | 10   |
| 3. | Estudiantes Madrid    | 6 | 2 | 4 | 483 | 567 | -84 | 8    |
| 4. | PAOK Salonicco        | 6 | 1 | 5 | 524 | 545 | -21 | 7    |

#### Gruppo D
|    | Squadra              | G | V | P | PF  | PS  | Dif | P.ti |
| -- | -------------------- | - | - | - | --- | --- | --- | ---- |
| 1. | Hapoel Tel Aviv      | 6 | 4 | 2 | 521 | 506 | +15 | 10   |
| 2. | Cantù                | 6 | 3 | 3 | 528 | 521 | +7  | 9    |
| 3. | Jugoplastika Spalato | 6 | 3 | 3 | 473 | 501 | -28 | 9    |
| 4. | CAI Saragozza        | 6 | 2 | 4 | 530 | 524 | +6  | 8    |

### Semifinali
| Team #1               | Agg.      | Team #2         | Andata | Ritorno |
| --------------------- | --------- | --------------- | ------ | ------- |
| Stella Rossa Belgrado | 154 - 170 | Real Madrid     | 82-89  | 72-81   |
| Hapoel Tel Aviv       | 182 - 204 | Cibona Zagabria | 93-103 | 89-101  |

### Finale
| Team #1     | Agg.      | Team #2         | Andata | Ritorno |
| ----------- | --------- | --------------- | ------ | ------- |
| Real Madrid | 195 - 183 | Cibona Zagabria | 102-89 | 93-94   |

| Coppa Korać 1987-1988 |
| --------------------- |
| Real Madrid 1º titolo |

## Formazione vincitrice
| N° | Naz.                   | Ruolo | Sportivo                    |  | Alt. |  |
| -- | ---------------------- | ----- | --------------------------- |  | ---- |  |
| 4  | Spagna (bandiera)      | P     | José Luis Llorente          |  |      |  |
| 5  | Spagna (bandiera)      | A     | Alfonso del Corral          |  |      |  |
| 6  | Spagna (bandiera)      | C     | Fernando Romay              |  |      |  |
| 7  | Spagna (bandiera)      | AP    | José Biriukov               |  |      |  |
| 8  | Stati Uniti (bandiera) | C     | Brad Branson                |  |      |  |
| 10 | Spagna (bandiera)      | AC    | Fernando Martín             |  |      |  |
| 10 | Spagna (bandiera)      | C     | Fernando Mateo              |  |      |  |
| 11 | Spagna (bandiera)      | P     | Juan Antonio Corbalán       |  |      |  |
| 12 | Stati Uniti (bandiera) | A     | Wendell Alexis              |  |      |  |
| 13 | Spagna (bandiera)      | AG    | Pep Cargol                  |  |      |  |
| 14 | Spagna (bandiera)      | AG    | Juan Manuel López Iturriaga |  |      |  |
| 15 | Spagna (bandiera)      | C     | Antonio Martín              |  |      |  |
|    | Spagna (bandiera)      | All.  | Lolo Sainz                  |  |      |  |